# Ali Sayad Shirazi
Ali Sayad Shirazi (Kaboudgonbad, 13 maggio 1944 – Teheran, 10 aprile 1999) è stato un generale iraniano, comando le forze di terra iraniane durante la guerra Iran-Iraq, fu assassinato nel 1999 dai Mojahedin del Popolo Iraniano mentre serviva come vice-capo dello stato maggiore generale delle forze armate iraniane.